# Copa Federação Maranhense de Futebol
A Copa Federação Maranhense de Futebol, mais conhecida como Copa FMF é um torneio realizado pela Federação Maranhense de Futebol para indicar um dos representantes do estado na Copa do Brasil e para Série D do Campeonato Brasileiro. O torneio é realizado no segundo semestre e conta com as equipes de futebol do estado que não disputarão nenhuma divisão do Campeonato Brasileiro de Futebol. O torneio teve vários nomes durante sua existência, como Taça Cidade de São Luís de Futebol entre 1967 e 2009 , Copa União do Maranhão entre 2010 e 2012 e Copa São Luis em 2013. Depois de um tempo de hiato, em 2018 a competição voltou passando a ter o nome atual. Em 2023, foi anunciado que não será realizado o torneio.

## Campeões
| Taça Cidade de São Luís |                     |                |
| Ano                     | Campeão             | Vice-campeão   |
| 1967                    | Maranhão (1)        | Desconhecido   |
| 1968                    | Maranhão (2)        | Desconhecido   |
| 1969                    | Maranhão (3)        | Desconhecido   |
| 1970                    | Maranhão (4)        | Desconhecido   |
| 1971                    | Maranhão (5)        | Desconhecido   |
| 1972                    | Moto Club (1)       | Desconhecido   |
| 1973                    | Sampaio Corrêa (1)  | Desconhecido   |
| 1974                    | Ferroviário (1)     | Desconhecido   |
| 1975                    | Maranhão (6)        | Desconhecido   |
| 1976                    | Sampaio Corrêa (2)  | Desconhecido   |
| 1977                    | Não realizada       | Não realizada  |
| 1978                    | Moto Club (2)       | Desconhecido   |
| 1979                    | Maranhão (7)        | Desconhecido   |
| 1980                    | Maranhão (8)        | Desconhecido   |
| 1981                    | Moto Club (3)       | Desconhecido   |
| 1982                    | Moto Club (4)       | Desconhecido   |
| 1983                    | Sampaio Corrêa (3)  | Desconhecido   |
| 1984                    | Sampaio Corrêa (4)  | Desconhecido   |
| 1985                    | Moto Club (5)       | Desconhecido   |
| 1986                    | Não realizada       | Não realizada  |
| 1987                    | Maranhão (9)        | Desconhecido   |
| 1988                    | Imperatriz (1)      | Desconhecido   |
| 1989                    | Maranhão (10)       | Desconhecido   |
| 1990                    | Sampaio Corrêa (5)  | Desconhecido   |
| 1991                    | Bacabal (1)         | Moto Club      |
| 1992                    | Não realizada       | Não realizada  |
| 1993                    | Moto Club (6)       | Sampaio Corrêa |
| 1994-2001               | Não realizada       | Não realizada  |
| 2002                    | Sampaio Corrêa (6)  | Desconhecido   |
| 2003                    | Moto Club (7)       | Santa Inês     |
| 2004                    | Moto Club (8)       | Maranhão       |
| 2005                    | Não realizada       | Não realizada  |
| 2006                    | Maranhão (11)       | Imperatriz     |
| 2007                    | Sampaio Corrêa (7)  | Imperatriz     |
| 2008                    | Bacabal (2)         | Sampaio Corrêa |
| 2009                    | Sampaio Corrêa (8)  | IAPE           |
| Copa União do Maranhão  |                     |                |
| 2010                    | IAPE (1)            | JV Lideral     |
| 2011                    | Sampaio Corrêa (9)  | Santa Quitéria |
| 2012                    | Sampaio Corrêa (10) | Maranhão       |
| Copa São Luís           |                     |                |
| 2013 Detalhes           | Sampaio Corrêa (11) | Maranhão       |
| 2014-2017               | Não realizada       | Não realizada  |
| Copa FMF                |                     |                |
| 2018 Detalhes           | Maranhão (12)       | Pinheiro       |
| 2019 Detalhes           | Juventude (1)       | Maranhão       |
| 2020                    | Cancelada           | Cancelada      |
| 2021 Detalhes           | Tuntum              | Juventude      |
| 2022 Detalhes           | Tuntum (2)          | Maranhão       |

## Títulos por Equipe
| Clube                                       | Títulos                                                                      | Vice                              |
| ------------------------------------------- | ---------------------------------------------------------------------------- | --------------------------------- |
| Maranhão (São Luís)                         | 12 (1967, 1968, 1969, 1970, 1971, 1975, 1979, 1980, 1987, 1989, 2006 e 2018) | 5 (2004, 2012, 2013, 2019 e 2022) |
| Sampaio Corrêa (São Luís)                   | 11 (1973, 1976, 1983, 1984, 1990, 2002, 2007, 2009, 2011, 2012 e 2013)       | 2 (1993 e 2008)                   |
| Moto Club (São Luís)                        | 8 (1972, 1978, 1981, 1982, 1985, 1993, 2003 e 2004)                          | 1 (1991)                          |
| Bacabal (Bacabal)                           | 2 (1991 e 2008)                                                              | 0                                 |
| Tuntum (Tuntum)                             | 2 (2021 e 2022)                                                              | 0                                 |
| Imperatriz (Imperatriz)                     | 1 (1988)                                                                     | 2 (2006 e 2007)                   |
| IAPE (São Luís)                             | 1 (2010)                                                                     | 1 (2009)                          |
| Juventude (São Mateus do Maranhão)          | 1 (2019)                                                                     | 1 (2021)                          |
| Ferroviário (São Luís)                      | 1 (1974)                                                                     | 0                                 |
| Santa Inês (Santa Inês)                     | 0                                                                            | 1 (2003)                          |
| JV Lideral (Imperatriz)                     | 0                                                                            | 1 (2010)                          |
| Santa Quitéria (Santa Quitéria do Maranhão) | 0                                                                            | 1 (2011)                          |
| Pinheiro (Pinheiro)                         | 0                                                                            | 1 (2018)                          |